# A Whole Lot of Nothing
A Whole Lot of Nothing è il quarto album in studio del gruppo rap metal svedese Clawfinger, pubblicato nel 2001.

## Tracce
1. Two Steps Away – 3:40
2. Out to Get Me – 3:43
3. Nothing Going On – 3:20
4. Are You Man Enough – 3:35
5. Confrontation – 3:33
6. Evolution – 4:17
7. Don't Look at Me – 3:32
8. Simon Says – 4:01
9. Burn in Hell – 3:23
10. I Close My Eyes – 3:09
11. Paradise – 3:39
12. Revenge – 4:02
13. Vienna (Ultravox cover) – 4:14
14. Manic Depression (Bonus Track; Jimi Hendrix cover) – 3:18
15. Fake a Friend (Bonus Track) – 3:46